# Антимонид тримеди
Антимонид тримеди — бинарное неорганическое соединение
меди и сурьмы с формулой Cu3Sb,
серые кристаллы.

## Получение
- Спекание стехиометрических количеств чистых веществ:

{\displaystyle {\mathsf {3Cu+Sb\ {\xrightarrow {T}}\ Cu_{3}Sb}}}

## Физические свойства
Антимонид тримеди образует серые кристаллы
гексагональной сингонии,
пространственная группа P 63/mmc,
параметры ячейки a = 0,278 нм, c = 0,437 нм.
Есть высокотемпературная фаза
кубической сингонии,
пространственная группа F m3m,
параметры ячейки a = 0,600 нм, Z = 4.